# 1230
Năm 1230 là một năm trong lịch Julius.

## Sinh
- Nguyễn Sĩ Cố – nhà giáo thời Trần